# 愛爾蘭首席法官
愛爾蘭首席法官是愛爾蘭最高法院院長。目前的首席法官是法蘭克·克拉克。
根據愛爾蘭憲法，首席法官同時擔任以下機構的官守議員：
- 愛爾蘭總統委員會
- 愛爾蘭國務委員會（終身任職）

愛爾蘭首席法官一職是根據《1924年法院法令》而創立的。在1924年之前愛爾蘭大法官是愛爾蘭最高級的法官。愛爾蘭最高法院位於四法院合署中。最高法院現時設有兩間法庭，而其二號法庭就以首任首席法官的名字命名為「休·甘迺迪法庭」（Hugh Kennedy Court）。

## 憲制責任
根據愛爾蘭《1998年公投法令》（Referendum Act 1998；s. 2(5)），首席法官有權提名公投委員會（Referendum Commission）主席。

## 歷任首席法官
| 任次 | 姓名             | 任期 | 任期 | 提名者                              | 任命者                   | 備註                   |
| ---- | ---------------- | ---- | ---- | ----------------------------------- | ------------------------ | ---------------------- |
| 1.   | 休·甘迺迪        | 1924 | 1936 | 連恩·麥哥士基亞（第4屆國會議員）    | 蒂姆·希利                | 死於任上               |
| 2.   | Timothy Sullivan | 1936 | 1946 | 埃蒙·德瓦莱拉（第8屆國會議員）      | Domhnall Ua Buachalla    |                        |
| 3.   | 科納·馬圭爾      | 1946 | 1961 | 埃蒙·德瓦莱拉（第12屆國會議員）     | 肖恩·T·奧凱利            |                        |
| 4.   | 卡福爾·奧道勞    | 1961 | 1973 | 西恩·萊馬斯（第16屆國會議員）       | 埃蒙·德瓦莱拉            | 辭職後前往歐洲法院任職 |
| 5.   | 威廉·斐茲傑惹    | 1973 | 1974 | 傑克·林奇（第19屆國會議員）         | 埃蒙·德瓦莱拉            | 死於任上               |
| 6.   | 湯姆·奧海金斯    | 1974 | 1985 | 利亞姆·科斯格雷夫（第20屆國會議員） | 厄斯金·漢密爾頓·奇爾德斯 | 辭職後前往歐洲法院任職 |
| 7.   | 托马斯·芬利      | 1985 | 1994 | 加勒特·菲茨傑拉德（第24屆國會議員） | 帕特里克·希勒里          |                        |
| 8.   | Liam Hamilton    | 1994 | 2000 | 艾伯特·雷諾茲（第27屆國會議員）     | 瑪麗·羅賓遜              |                        |
| 9.   | 羅南·凱恩        | 2000 | 2004 | 伯蒂·埃亨（第28屆國會議員）         | 瑪麗·麥卡利斯            |                        |
| 10.  | 約翰·L·莫瑞      | 2004 | 2011 | Bertie Ahern（第29屆國會議員）      | Mary McAleese            |                        |
| 11.  | 蘇珊·鄧哈姆      | 2011 | 2017 | 恩达·肯尼（第31屆國會議員）         | Mary McAleese            | 首名女性首席法官       |
| 12.  | 法蘭克·克拉克    | 2017 | 現任 | 李歐·瓦拉德卡（第32屆國會議員）     | 麥可·D·希金斯            |                        |